# Pegusa lascaris
Pour les articles homonymes, voir Lascaris (homonymie).
Espèce
Synonymes
- Pleuronectes lascaris Risso, 1810
- Solea scriba Valenciennes, 1837
- Solea brasiliensis Kaup, 1858
- Solea aurantiaca Günther, 1862
- Solea vermeuleni Metzelaar, 1919

La sole pole (Pegusa lascaris) est une espèce de poissons plats marins de la famille des Soleidae.

## Description
Le corps est ovale et plat. L'origine de la nageoire dorsale se situe en avant de l'œil, tandis que celle de la nageoire anale se situe derrière l'opercule. Le corps est de couleur sable.
- Taille maximale : environ 40 cm
- Taille moyenne : entre 15 et 30 cm

### Confusions possibles
Pegusa lascaris peut être confondu avec plusieurs autres espèces de soles. Son principal signe distinctif est sa narine antérieure dilatée en rosette d'un diamètre à peu près équivalent à celui de l'œil.
Notons qu'à Douarnenez et Lorient la sole-pole est aussi appelée "sole-perdrix", nom vernaculaire officiel de Microchirus variegatus. La face dorsale de cette dernière est rayée de larges bandes sombres caractéristiques, limitant le risque de confusion entre les deux espèces.

### Galerie

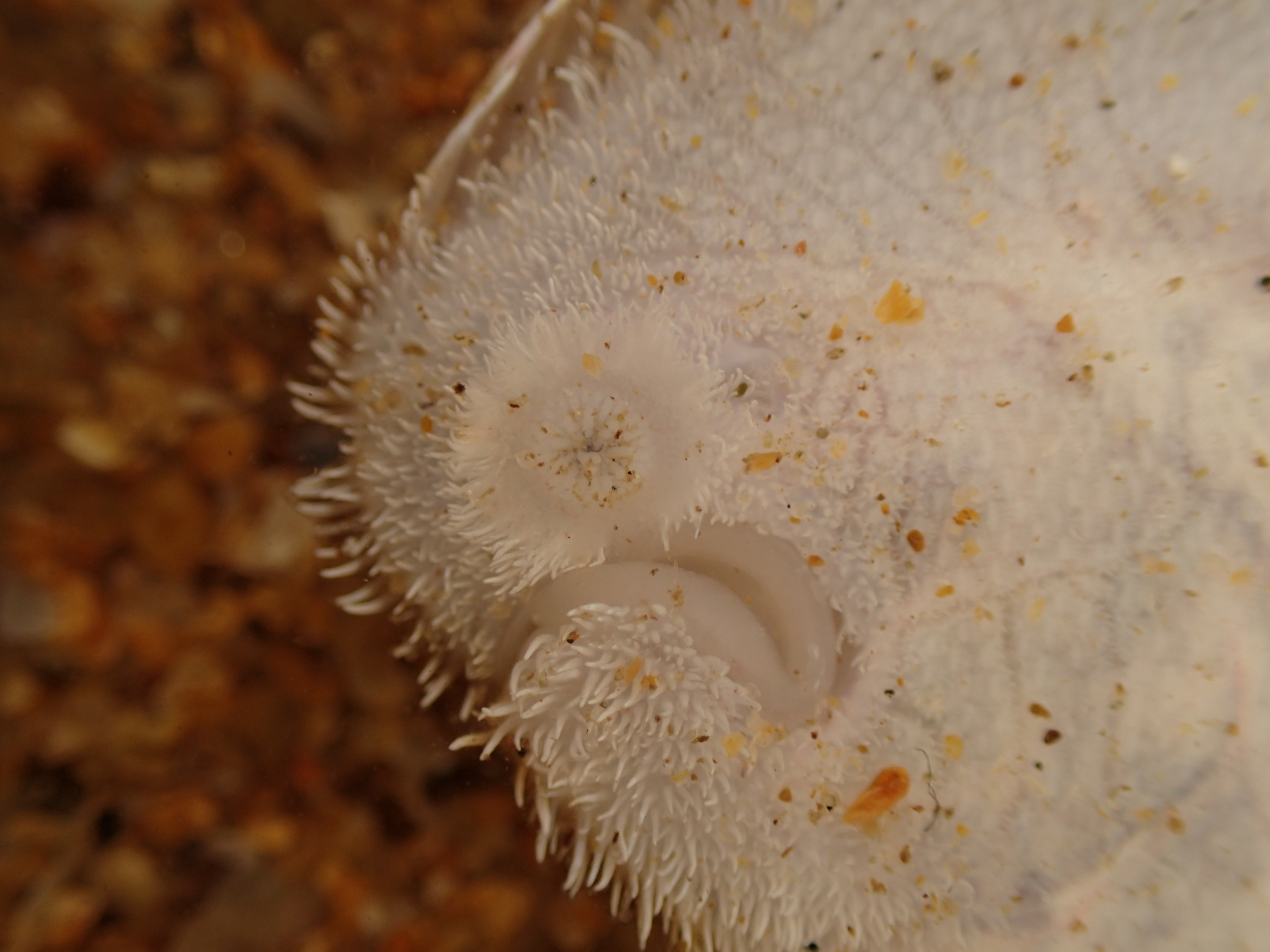
Zoom sur la narine "en rosette" d'une sole-pole (Pegusa lascaris), juste au dessus de la bouche.
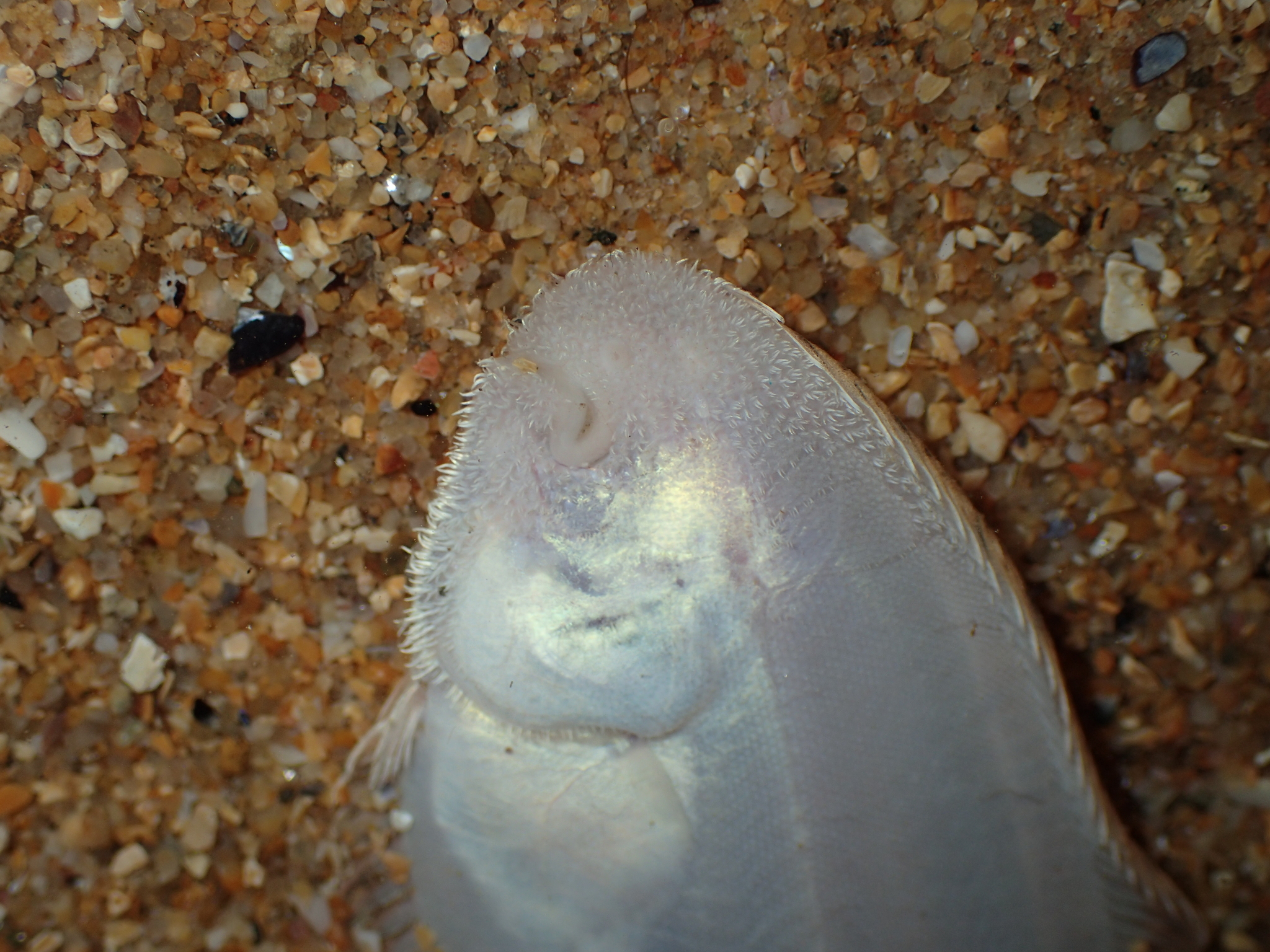
Face aveugle d'une sole commune (Solea solea). On aperçoit la narine en haut à droite de la bouche.

#### Noms régionaux français[2]
- Manche :
  - Cherbourg : sole pelouse
  - Bretagne : garlizen
- Atlantique :
  - Bretagne : garlizen
  - Douarnenez, Lorient : sole-perdrix
  - Auray : sablier
  - Île d'Yeu, Les Sables-d'Olonne : sole gorette
  - La Rochelle : sole blonde, sole de roche
  - Oléron : sablouse
  - Arcachon : rabéo, rabeau
- Méditerranée :
  - Roussillon : rouarde, ruarde
  - Sète : sole verrue
  - Languedoc : verruga

## Répartition
On la trouve dans l'océan Atlantique est, de l'Irlande au golfe de Guinée. Elle est également présente dans la mer Méditerranée ainsi que dans le sud de la mer du Nord.

## Habitat
La sole-pole est un poisson sédentaire affectionnant les fonds sableux d'eaux peu profondes, généralement entre 20 et 50 mètres de profondeur, parfois jusqu'à 350 mètres,.

## Alimentation
Elle se nourrit essentiellement de crustacés, principalement des amphipodes, des mysidacés, des cumacés, de petites crevettes ou crabes, mais également de mollusques bivalves de petite taille (généralement moins 10 mm) ainsi que de polychètes, petits oursins ou gastéropodes,.

## Reproduction
La sole-pole acquiert généralement sa maturité sexuelle à 4 ans. Elle se reproduit entre mai et septembre, avec un pic en juin-juillet. Les femelles les plus âgées se reproduisent les premières, les plus jeunes attendent juillet-septembre.
Les œufs, pélagiques, ont un diamètre d'environ 1,2 mm. Les larves mesurent 4 mm à l'éclosion et passent leurs deux premières années près du rivage.
L'espérance de vie de Pegusa lascaris est de 13 ans pour les femelles et 9 ans pour les mâles.

## Intérêt commercial
Elle présente un intérêt commercial mineur. Sa chair n'en demeure pas moins très appréciée.
En 2011, les statistiques de pêche européennes font état d'une capture d'environ 402 tonnes, dont 169 le long des côtes françaises.